# Фудзіока (Ґумма)

36°16′ пн. ш. 139°4′ сх. д. / 36.267° пн. ш. 139.067° сх. д.
Фудзіо́ка (яп. 藤岡市, ふじおかし, МФА: [ɸud͡ʑioka ɕi̥]) — місто в Японії, в префектурі Ґумма.

## Короткі відомості
Розташоване в південній частині префектури. Виникло на основі постоялого та торговельного містечка на Середгірському шляху. Отримало статус міста 1 квітня 1954 року. Основою економіки є харчова промисловість, виготовлення електротоварів, комерція. Традиційне ремесло — виготовленням фудзіоцької черепиці. Станом на 1 жовтня 2007 площа міста становила 180,09 км². Станом на 1 серпня 2008 населення міста становило 68 450 осіб.